# 利穆埃鲁
利穆埃鲁是巴西伯南布哥州的一个市镇。总面积269.97平方公里，总人口55850人，人口密度206.9人/平方公里。